# Abu Sinan
Abu Sinan (Hebräisch: אַבּוּ סְנָן; Arabisch: أبو سنان) ist eine arabische Stadt nahe Karmiel und Akkon in Galiläa in Israel. 2018 lebten in Abu Sinan 13.915 Menschen.

## Geschichte
Abu Sinan bildet ein antikes Dorf. Um 1250 wird Abu Sinan als ein Kasal des Deutschen Ordens, genannt Busnen, erwähnt. Unter dem Namen Tusyan, wahrscheinlich eine Ableitung von Busenan, wurde Abu Sinan während der 1283 ausgerufenen Hudna zwischen den in Akkon stationierten Kreuzfahrern und dem mamlukischen Sultan al-Mansur (Qalawun) als Teil der Domäne der Kreuzfahrer erwähnt. Im 16. Jahrhundert fiel der Ort an das Osmanische Reich und im 20. Jahrhundert an Israel.

## Demografie
Im Jahr 2019 lebten 14.099 Einwohner in der Stadt. Davon waren lediglich 9 Juden und über 98 Prozent waren Araber, davon waren die meisten Muslime. Knapp 26 Prozent der Bevölkerung waren Kinder unter 15 Jahren.